# Robert Taft Jr.
Robert Alphonso Taft Jr. (Cincinnati, 26 febbraio 1917 – Cincinnati, 7 dicembre 1993) è stato un politico statunitense, membro del Partito Repubblicano e senatore per lo stato dell'Ohio dal 1971 al 1976.

## Biografia
Nato a Cincinnati, nell'Ohio, da Robert Taft Sr., politico e senatore dell'Ohio, è nipote del presidente degli Stati Uniti d'America William Howard Taft. Il secondo di quattro fratelli, Taft ha studiato all'Università Yale, dove ha ottenuto un baccellierato in arte, che gli permetterà di frequentare successivamente anche l'Università di Harvard, dove ottiene una laurea magistrale in legge. Entra far parte dopodiché della Taft Stettinius & Hollister, lo studio legale fondato dal padre, dove esercita la professione forense.
Durante la seconda guerra mondiale ha servito come ufficiale della United States Navy.
Nel 1955 entra nella politica come repubblicano venendo eletto deputato alla Camera dei rappresentanti dell'Ohio, rimanendovi in carica fino al 1962, quando viene poi eletto al Congresso nazionale.
Nel 1964 si candida alla carica di senatore per l'Ohio, ma perde per pochissimi voti contro il democratico Stephen M. Young. Ci ritenta nel 1970, questa volta con successo, entrando in carica l'anno successivo. Si ripresenta per un secondo mandato nel 1976 ma perde contro lo sfidante democratico Howard Metzenbaum. Si dimetterà da senatore pochi giorni prima della scadenza naturale del mandato per riprendere la professione di avvocato.
Nel 1993 fu colpito da un ictus, entrando in coma per diversi giorni fino alla sua morte, avvenuta il 7 dicembre di quell'anno all'età di 76 anni.

## Vita privata
Sposato per tre volte, ha avuto quattro figli, uno dei quali è Bob Taft, anch'egli entrato in politica ricoprendo la carica di governatore dell'Ohio dal 1999 al 2007.